# 森特維爾 (紐約州阿爾斯特縣)
森特維爾（英語：Centerville）是位於美國紐約州阿爾斯特縣的非建制地區。

## 歷史
森特維爾的郵局於1821年設立，其後於1828年停運。

## 地理
森特維爾所處的海拔為高於海平面87米（即285英呎），而該地所採用的時區為UTC-5，即北美东部时区（EST）。同時該地設有夏令時間，為UTC-5調快一小時，即UTC-4（EDT）。